# Élections locales écossaises de 2007 à City of Edinburgh
Pour un article plus général, voir Élections locales écossaises de 2007.

Les élections locales écossaises de 2007 à City of Edinburgh se sont tenues le 3 mai 2007.

## Composition du conseil
Majorité absolue : 30 sièges
| Parti               | Sièges  |
| ------------------- | ------- |
| Libéraux-démocrates | 17 / 58 |
| Travailliste        | 15 / 58 |
| SNP                 | 12 / 58 |
| Conservateur        | 11 / 58 |
| Vert                | 3 / 58  |